# Korkeasaari (ö i Finland, Päijänne-Tavastland, Lahtis, lat 61,67, long 25,52)
Korkeasaari är en ö i Finland. Den ligger i sjön Päijänne och i kommunen Sysmä i den ekonomiska regionen  Lahtis ekonomiska region  och landskapet Päijänne-Tavastland, i den södra delen av landet, 170 km norr om huvudstaden Helsingfors. Öns area är 6,7 hektar och dess största längd är 420 meter i öst-västlig riktning.